# Louis Royer
Louis Royer (a veces también Roijers) (Malinas, 19 de junio de 1793 - Ámsterdam, 5 de junio de 1868) fue un escultor flamenco que alcanzó la fama durante el siglo XIX por sus estatuas en los Países Bajos.

## Datos biográficos
Louis Royer, era hijo de un inspector (Joannes). Creció en una casa de esquina en la calle Hazenstraat en Malinas. Estudió en la Academia, que inició en 1810, donde fue compañero de A.F. Van den Eynde. En la academia obtuvo el primer premio de dibujo de retrato de modelos al natural. Sus obras más famosas fueron sin embargo las esculturas.
Tenía el pelo negro y cejas, ojos marrones, nariz puntiaguda, boca mediana, mentón redondo, cara ovalada, tez clara y medía 1 metro y 64 centímetros con 20 años
A los 17 años entró como aprendiz del escultor Jan Frans van Geel. Adquirió la experiencia en los diferentes talleres de los escultores flamencos, formados en el barroco flamenco tardío, pero posteriormente cayó bajo la influencia del neoclasicismo. Luego continuó sus estudios en París.
Alrededor de 1820 se instala en Ámsterdam. Ganó en 1823 la versión neerlandesa del Premio de Roma de escultura, creado por el Rey Guillermo I. Esto le permitre pasar cuatro años en Roma, estudiando el arte antiguo y mejorando su estilo. En Roma tuvo que hacer frente a los más grandes escultores clásicos. Trabajó con Bertel Thorvaldsen y en el estudio de Antonio Cánova, que ya había fallecido, pero cuyo taller de estudiantes todavía funcionaban.
En 1827, Royer, se volvió hacia el norte y se estableció en La Haya, donde se había trasladado la élite artística desde Ámsterdam siguiendo a la familia real. Pronto fue nombrado escultor de la corte y presentó a toda la familia real en bustos de mármol.Poco después, también fue nombrado director de la Academia Nacional de Artes Visuales en Ámsterdam. Después de mudarse a Ámsterdam en 1837, hubo un cambio en su trabajo, Royer se dedicó a la escultura de celebridades históricas de los Países Bajos.
Royer fue en su día el escultor neerlandés más importante. Fue conocido como el "Canova de los Países Bajos", más tarde se habló de él como "el escultor", realmente no tenía competencia. Como resultado del resurgimiento de la conciencia de una historia nacionalista tuvo que tallar los retratos de muchos héroes nacionales de la esfera política, estratégica o artística a mediados del siglo XIX, incluyendo su propia estatua, casi todos los retratos fueron diseñados por Royer. Las imágenes fueron creadas por iniciativa de los comités nacionales o locales con el dinero recaudado por éstas y las inauguraciones que se convertían en acontecimientos nacionales, a menudo con la presencia de Sus Altezas Reales, que duraban varios días y ocasionaban la edición de libros, medallas conmemorativas y extensos artículos y anexos en los periódicos y revistas.
En 1839 Royer fue uno de los fundadores de la asociación de artistas Arti et Amicitiae de Ámsterdam . Fue tres veces condecorado por la casa real. Después de que el clasicismo dejase de estar de moda, Royer fue rápidamente olvidado por el público. El Amstelkring Museum en Ámsterdam organizó en 1994 una retrospectiva de su obra, en un intento de recuperar su memoria. El centro Cultural De Brakke Grond de Ámsterdam, celebró una exposición de fotografías que muestran registros de la época de sus esculturas.
Louis Royer, también es visto como un modelo para Jan Bronner, fundador del "Grupo de la abstracción figurativa", conocido simplemente como "El Grupo" , por lo que es de gran influencia en el flujo posterior de la abstracción figurativa. 

## Obras

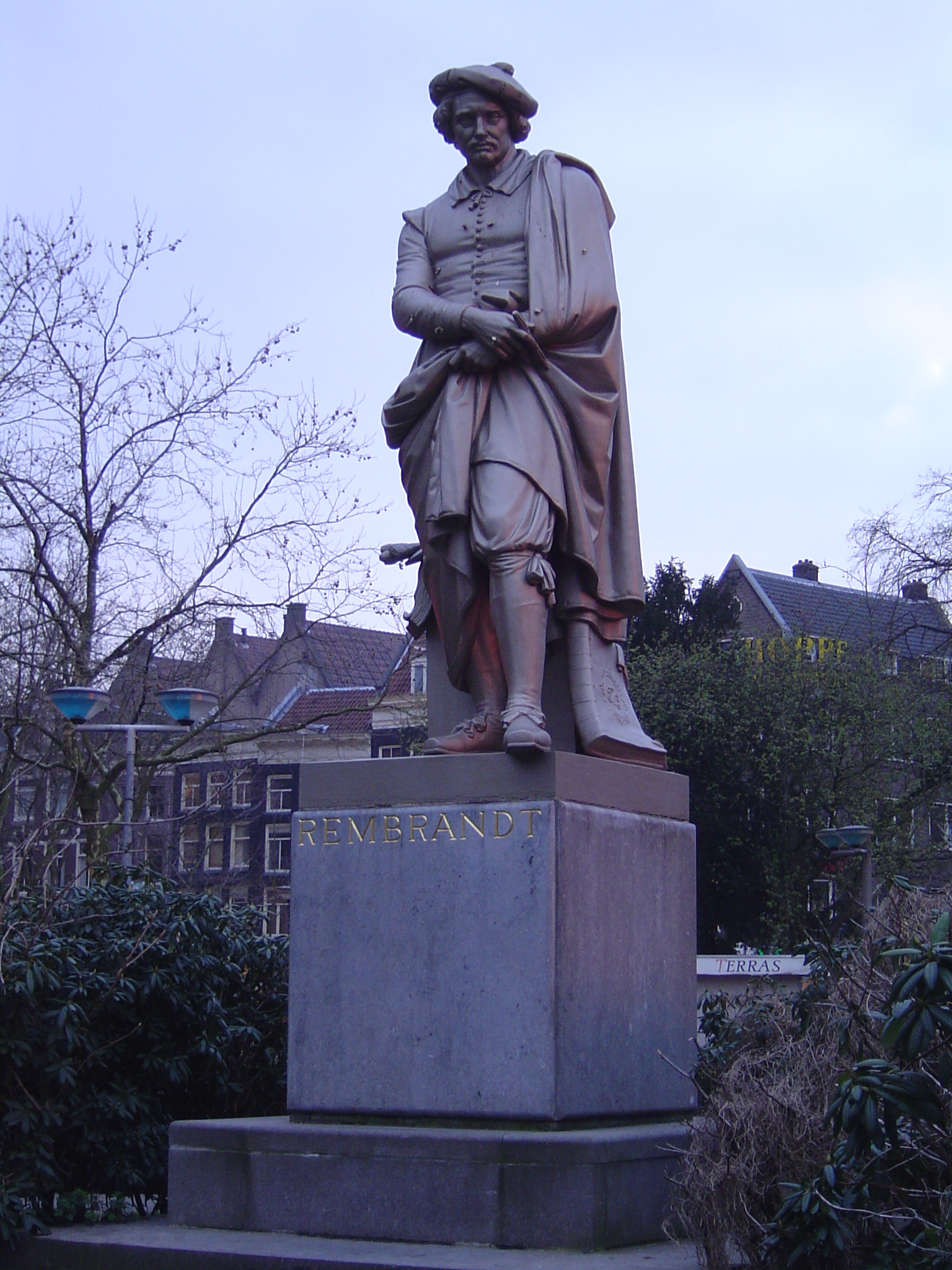
La estatua de hierro fundido de Rembrandt en la plaza del mismo nombre en Ámsterdam.

Algunas de sus esculturas en el espacio público:
- 1841 -  Estatua de Michiel de Ruyter , hierro fundido, bastión imperial, Boulevard de Ruyter, Vlissingen (25 de agosto de 1841 inauguración en la Rondeel; 23 de agosto de 1894 se trasladó a la avenida, celebrada la inauguración el 25 de agosto de 1894) (imagen 1 y 2)
- 1848 - Estatua de Guillermo de Orange, bronce, Plein, Den Haag (imagen 3)
- 1852 - Estatua de Rembrandt van Rijn, hierro fundido, Rembrandtplein, Ámsterdam (inaugurada el 27 de mayo de 1852)(imagen 4, 5 y 6)
- 1856 - Estatua Laurens Janszoon Coster, bronce, Grote Markt, Haarlem (inaugurada, 16 de julio de 1856)
- 1856 - monumento 'De Eendracht' ( Naatje van de Dam ), piedra, plaza Dam, Ámsterdam (inaugurada , 27 de agosto de 1856) (imagen 7, 8, 9 y 10)
- 1860 - busto de Simon Stijl , mármol, Harlingen (inaugurada, 29 de diciembre de 1860),
- hacia 1860 - estatua, ángeles con dosel y adiciones al mausoleo de Engelbrecht I de Nassau en Breda
- 1867 - Diseño de la estatua a Joost van den Vondel, bronce, parque Vondel, Ámsterdam (inaugurada, 18 de octubre de 1867) (imagen 11)
- Estatua de Apolo , en el Victoria and Albert Museum (imagen 12)

## Galería

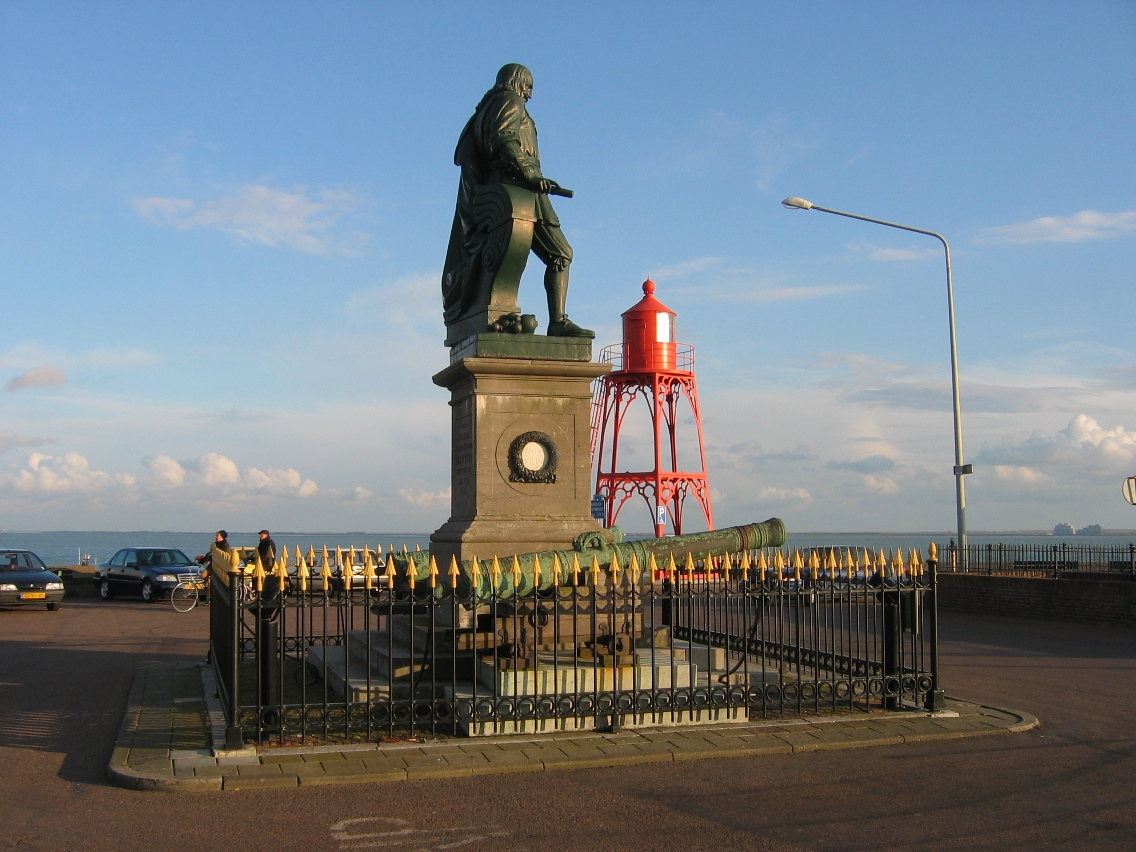
1. Michiel de Ruyter
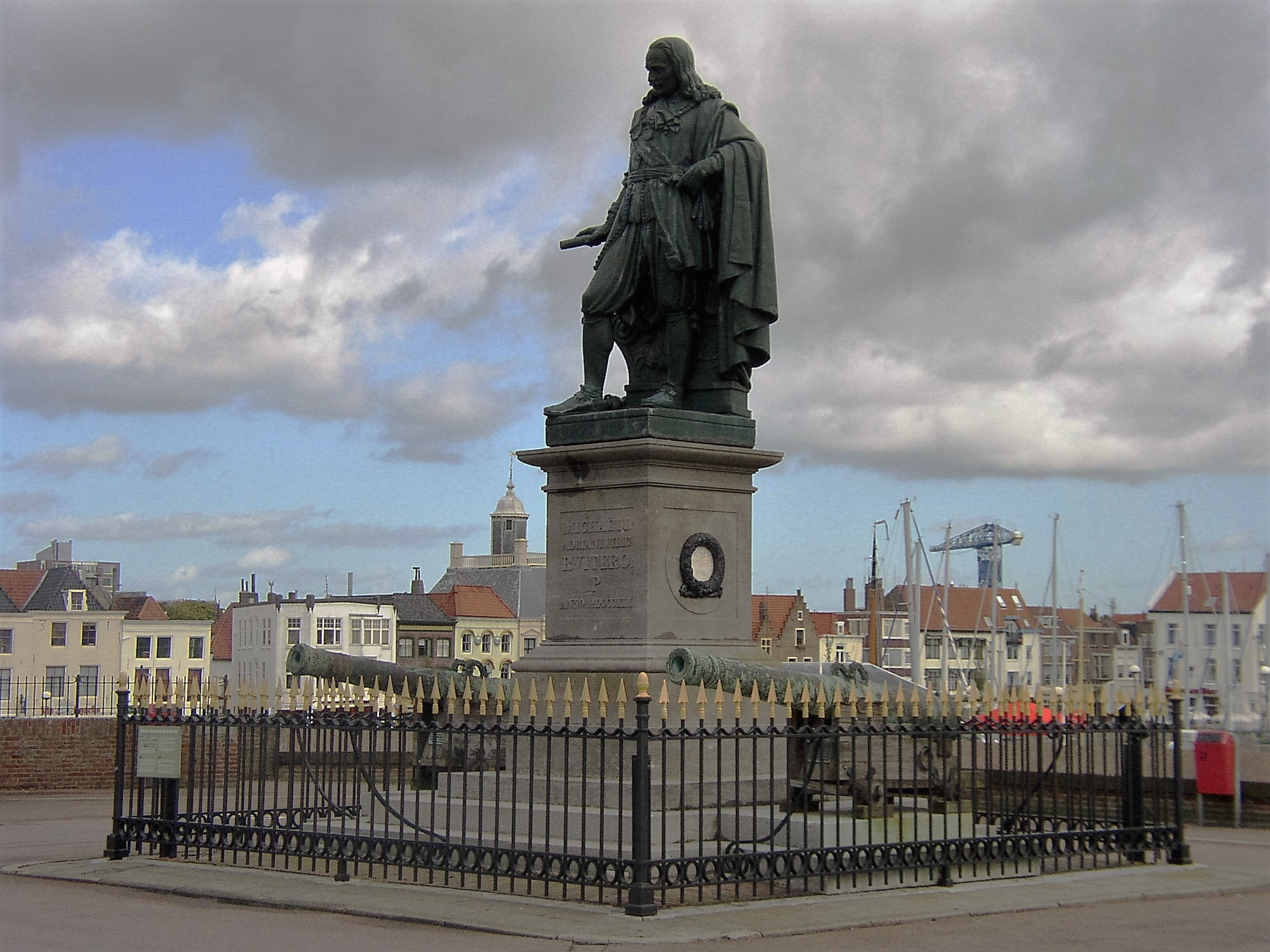
2. Michiel de Ruyter
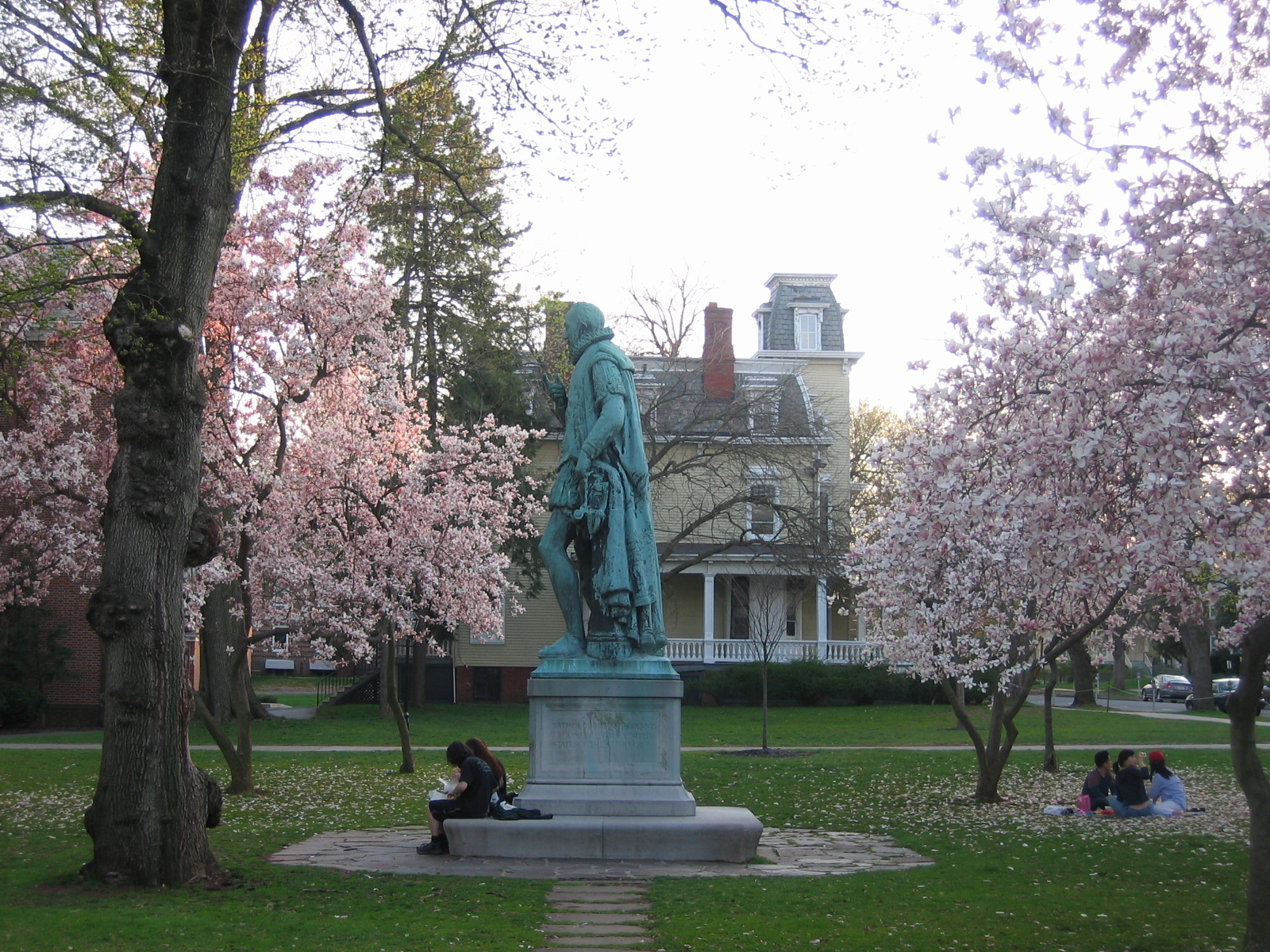
3. Guillermo de Orange
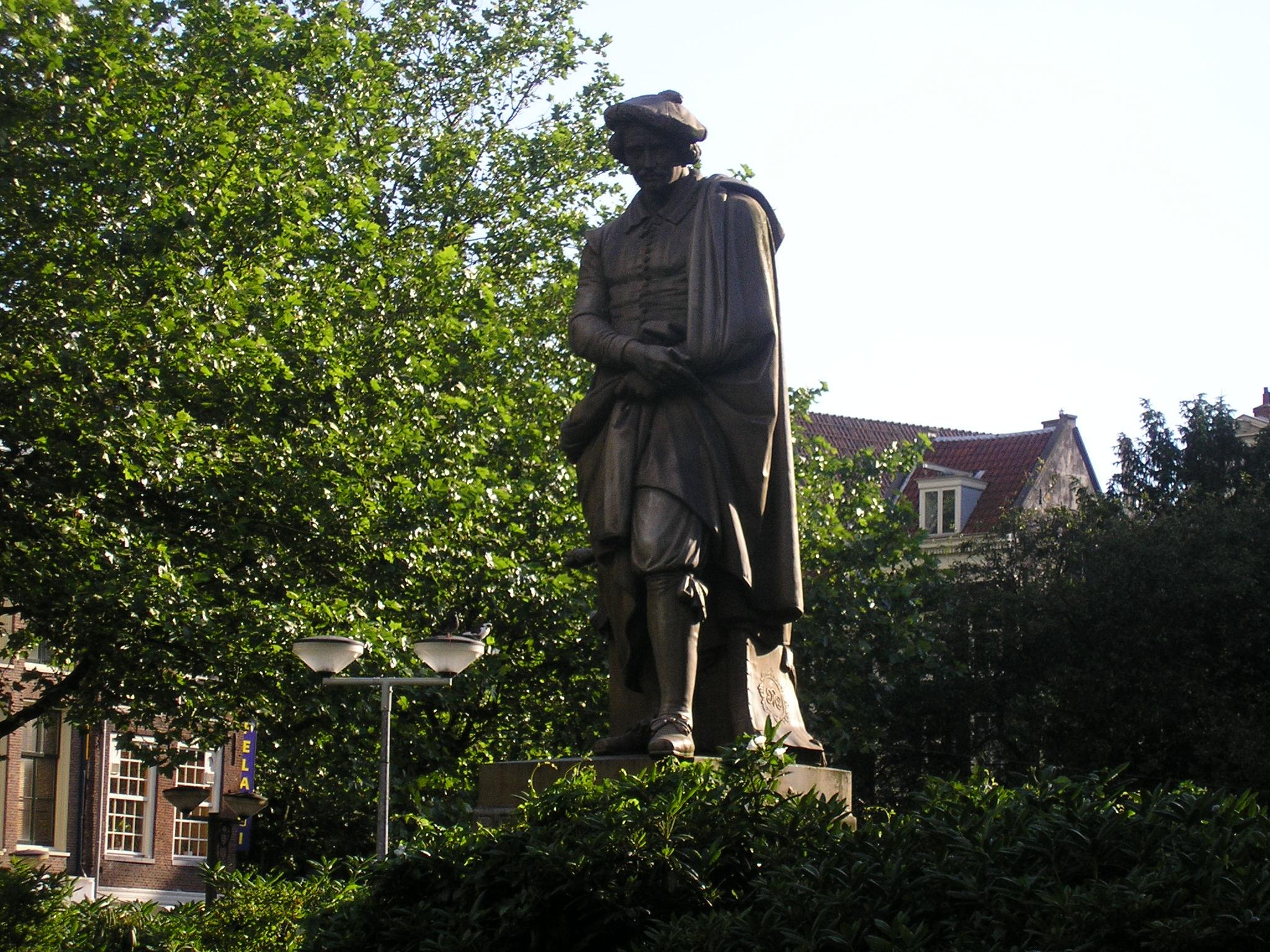
4. Rembrandt
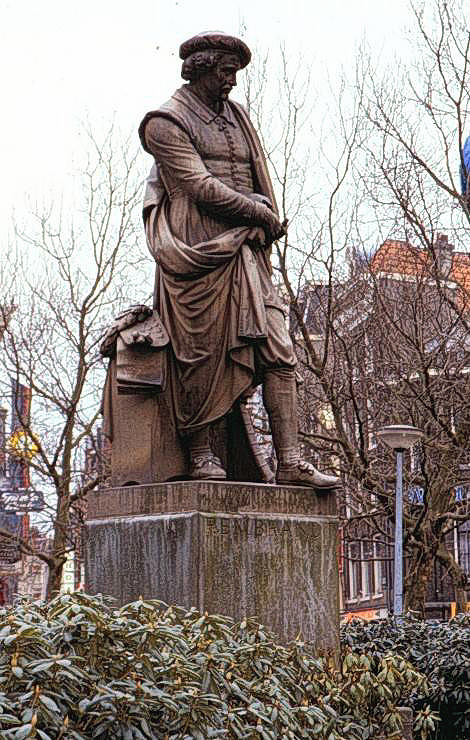
5. Rembrandt
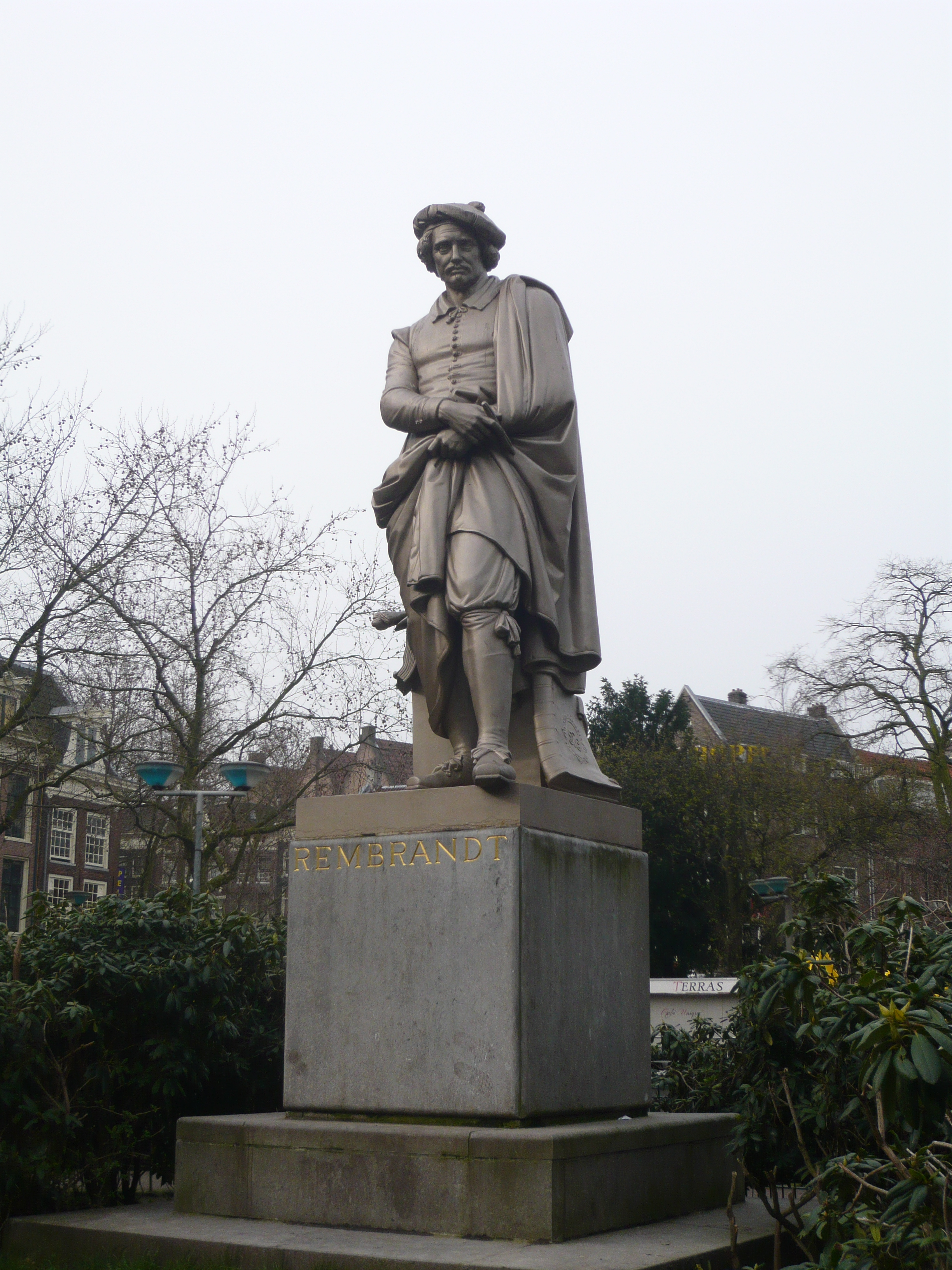
6. Rembrandt
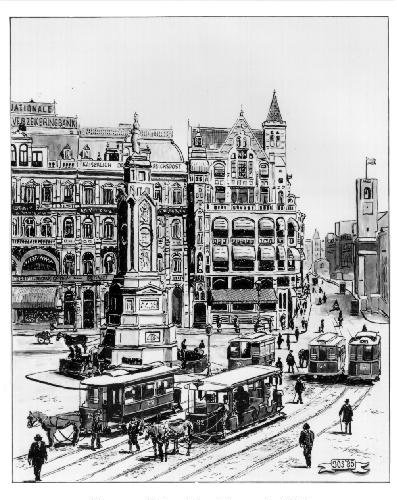
7. Plaza Dam
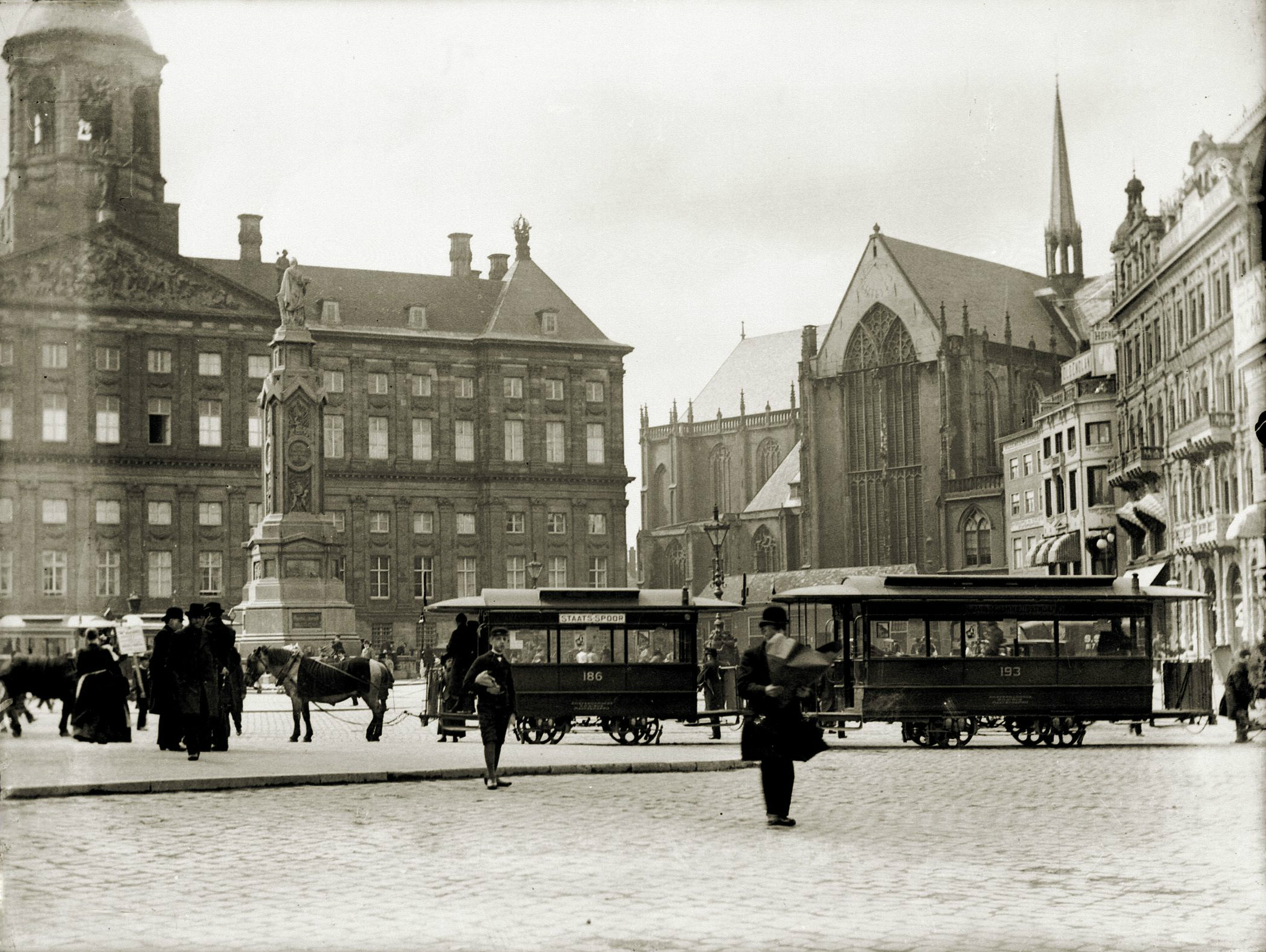
8. Plaza Dam
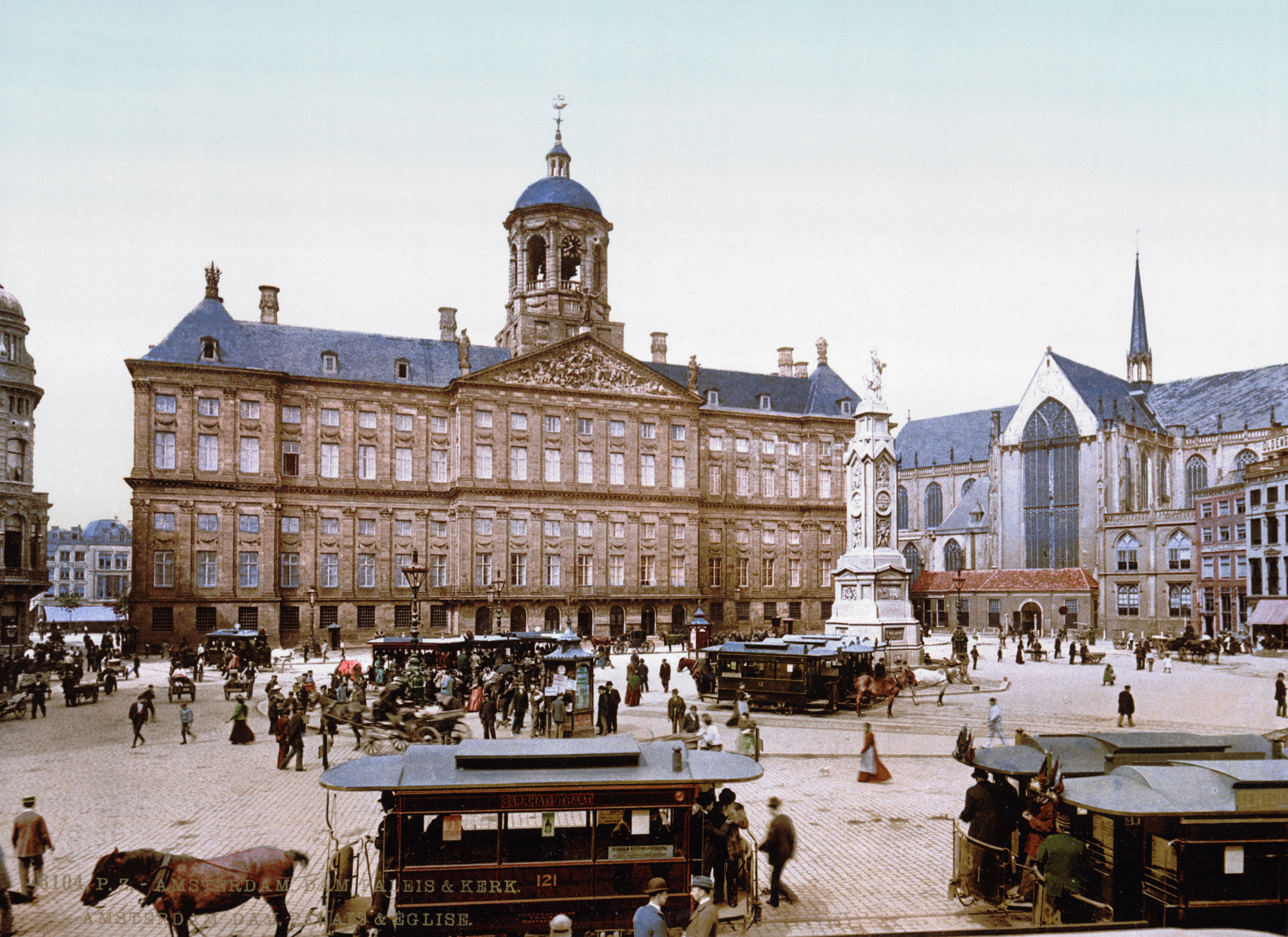
9. Plaza Dam
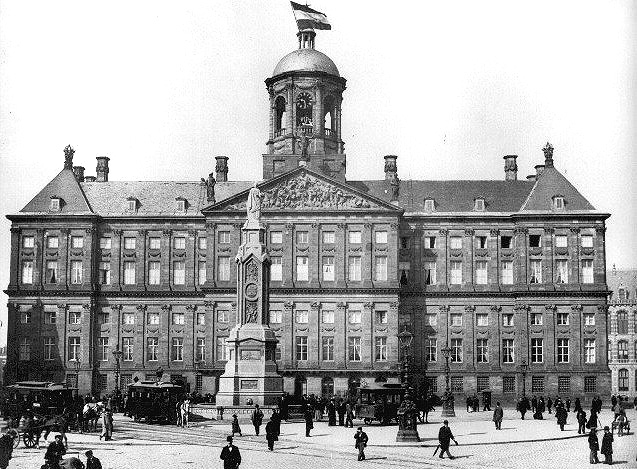
10. Plaza Dam
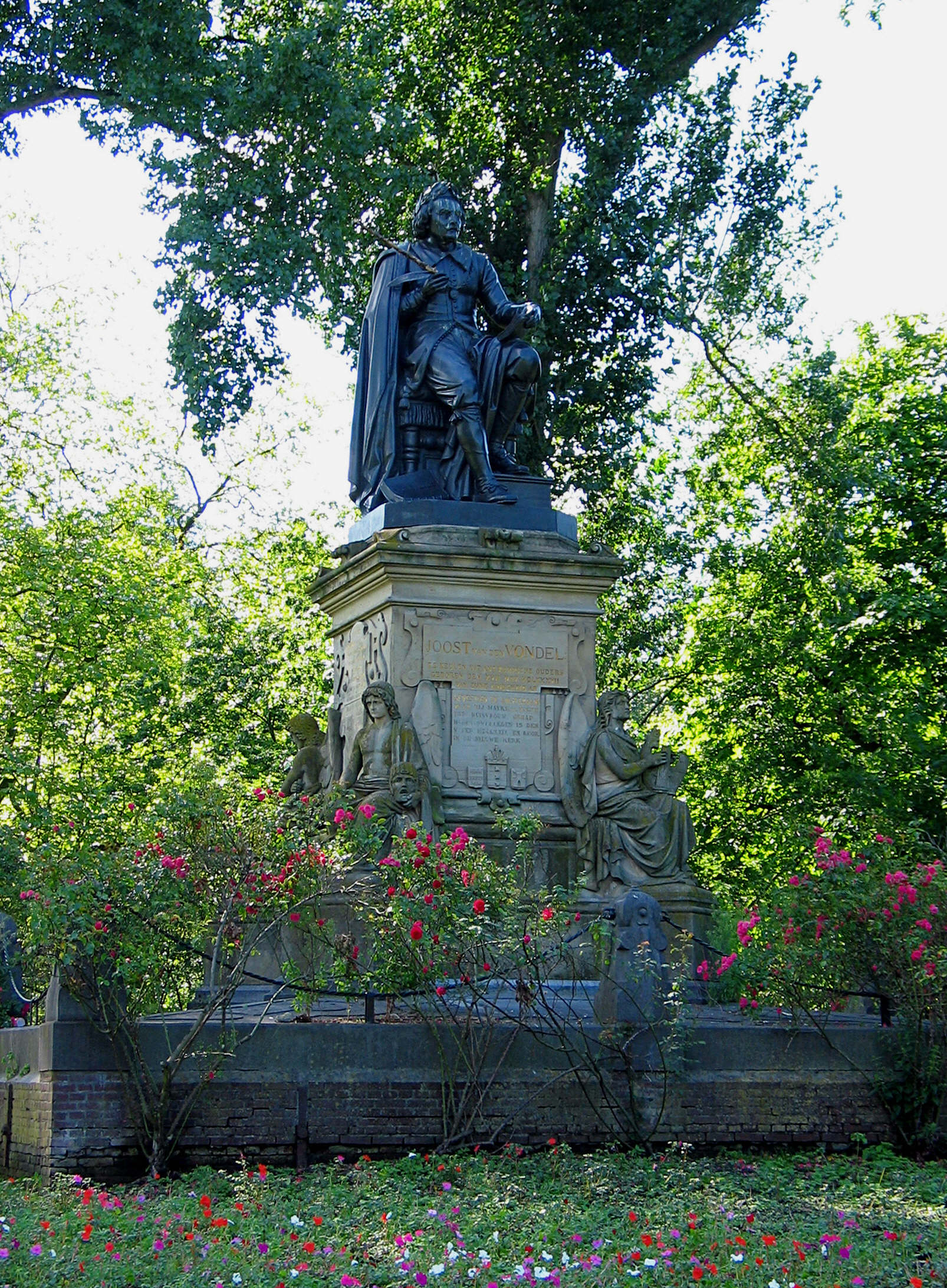
11. Van den Volden
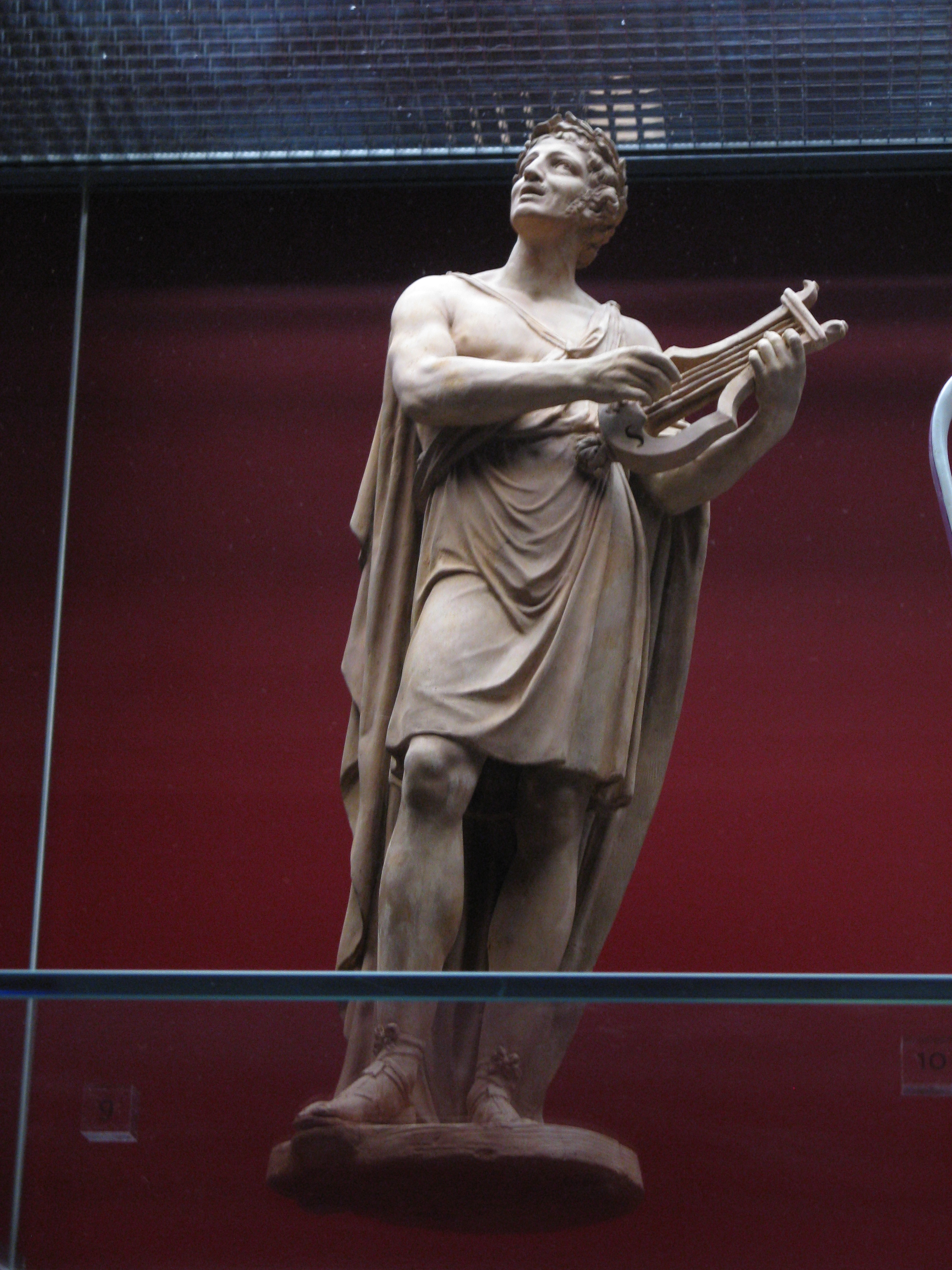
12. Apolo